# Burg Hohlenfels
Die Burg Hohlenfels ist eine Felsenburg in der Ortsgemeinde Mudershausen im Rhein-Lahn-Kreis in Rheinland-Pfalz. Die Burg befindet sich in Privatbesitz, wird bewohnt und ist gelegentlich Ort besonderer Veranstaltungen.

## Lage
Die Höhenburg liegt zwischen Hahnstätten und Mudershausen in der Gemarkung Mudershausen auf einem von zahlreichen Abgründen und Spalten durchsetzten („hohlen“), 231 m ü. NHN hohen Kalksteinfelsen über dem Hohlenfelsbachtal. Der Fels fällt nach drei Seiten steil ab und ragt bis zu 60 Meter empor. Zur vierten, südwestlichen Seite schließt sich das Waldgebiet der Fossenhelde (Fuchsenhalde) an.

## Geschichte
1326 fiel der spätere Burgfelsen mit etwas Umland dem Grafen Gerlach I. aus der walramischen Linie des Hauses Nassau zu. Dieser ließ zunächst einen Gutshof unterhalb der heutigen Burg errichten, aus dem sich später das Dorf Hohlenfels entwickelte.
Vor 1353 wurde im Auftrag Graf Johanns I. von Nassau-Weilburg-Saarbrücken († 1371) mit dem Bau der Burg Hohlenfels durch Daniel von Langenau († 1389) begonnen. Die Burg sollte vermutlich die Handelsstraße zwischen Aachen und Nürnberg (Kemel-Limburger Straße) und die Hessenstraße kontrollieren, die in unmittelbarer Nähe vorbeiführten. Der Burgenbau löste eine Fehde mit den Grafen von Diez aus, die ihre Befestigungshoheit verletzt sahen und 1353 in einem ersten Schiedsspruch Recht bekamen. Darin wird der Bau von Hohlenfels mit dem der Burg Neu-Elkerhausen in Zusammenhang gebracht, mit dem Verbündete der Diezer ihrerseits Nassau-Weilburg bedrohten; möglicherweise war der Bau der Burg Hohlenfels als Antwort auf dieses Vorgehen gedacht. Nach Fertigstellung von Hohlenfels einigte man sich 1363 schließlich darauf, die Burg selbst als nassauisches Lehen zu belassen, den Diezer Grafen jedoch das Öffnungsrecht für Hohlenfels zu gewähren. Den umliegenden Burgfriedensbezirk sowie das Mühlrecht erhielt Burgherr Daniel von Langenau daraufhin als Lehen der Grafen von Diez.
Nach dem Tod von Daniels Sohn Hildeger von Langenau 1412 wurden beide Lehen zunächst unter den Ehemännern seiner beiden Töchter, in der Folgezeit dann unter deren Nachkommen und Verwandtschaft mehrfach weiter aufgeteilt, sodass Burg Hohenfels Mitte des 15. Jahrhunderts eine klassische Ganerbenburg darstellte. Ihre gemeinsame Verwaltung wurde ab 1464 durch einen umfassenden Burgfriedensvertrag aller Beteiligten geregelt, der sowohl den Nassau-Saarbrücker als auch den Diezer Grafen weiterhin das Öffnungsrecht zubilligte. Ab 1464 ist auch eine Kapelle auf der Burg nachgewiesen.
Im Laufe des 16. Jahrhunderts fielen nach und nach zahlreiche Anteile der Burglehen durch Ganerbschaft und Verpfändung an die Herren von Mudersbach, die schließlich in den Alleinbesitz der Burg gelangten. Nach dem Tod Daniels von Mudersbach im Jahr 1600 belehnten die Grafen von Nassau-Saarbrücken 1604 seinen Schwiegersohn Hartmut von Kronberg († 1608) mit Burg und Dorf Hohlenfels.
Während des Dreißigjährigen Kriegs wurde Hohlenfels zeitweise aufgegeben und teilweise zerstört. Während das Dorf mit Ausnahme des Gutshofes zur Wüstung wurde, nahm Johann Nicolaus von Cronberg die Burg jedoch 1685 wieder in Besitz. Nach dessen kinderlosem Tod fiel das Nassauer Lehen an seinen Verwandten Hugo Friedrich Waldecker von Kempt († 1753), der von 1712 bis 1716 den heute noch bewohnbaren Hauptbau der Burg neu errichten ließ.
1753 fiel das Burglehen an die Fürsten von Nassau-Usingen zurück und wurde nicht mehr neu vergeben, sondern dem nassauischen Amt Burgschwalbach und der Aufsicht des Amtmanns von Kirberg unterstellt. Bereits 1768 wurden Teile der alten Holzkonstruktionen abgebrochen; in der Folgezeit verfielen große Teile der Burg weiter. Im Zuge der Rheinromantik diente die bereits weitgehend ruinöse Burg mehrfach als Motiv für Maler und Zeichner.
In den Napoleonischen Kriegen 1802 und 1807/08 mehrfach von Franzosen besetzt, fielen die Burg, in der von 1800 bis 1885 eine Revierförsterei untergebracht war, und der zwischenzeitlich ausgebaute Gutshof am Fuße des Burgfelsens 1866 als Staatsdomäne an Preußen. 1885 wurde auf Burg Hohlenfels ein Gastwirtschafts- und Pensionsbetrieb eröffnet, der bis 1955 Bestand hatte und seit 1901 auch über den in unmittelbarer Nähe der Burg gelegenen Bahnhof Hohlenfels der Nassauischen Kleinbahn erreicht werden konnte und bis 1953 von Nastätten aus mit Personenzügen bedient wurde.
Bei der Auflösung Preußens 1947 kamen Burg und Gutshof in den Besitz des Landes Rheinland-Pfalz. Nach dem Ende des Gastronomiebetriebs 1955 stand die Burg bis 1963 leer; bis 1978 war sie dann Eigentum des Nerother Wandervogels. Seit 1978 ist die Burg wieder in Privatbesitz.
Aufgrund ihres schlechten Bauzustandes wurde die denkmalgeschützte Anlage Ende der 1970er Jahre als in ihrem Bestand gefährdet eingestuft und für die Öffentlichkeit gesperrt. An Ostern 1979 stürzten Teile der knapp 20 Meter hohen Schildmauer sowie der östliche Zwingerturm ein. In der Folgezeit wurden umfangreiche Sicherungsmaßnahmen durchgeführt, die auch eine Stabilisierung des zerklüfteten Felsens („hohler Fels“) beinhalteten. Die Burg ist seit Sommer 2005 nach weiteren Renovierungsarbeiten an jeweils einigen Tagen im Sommerhalbjahr wieder der Öffentlichkeit zugänglich.
Im ehemaligen Gutshof am Fuße des Burgfelsens war von 1973 bis 2012 eine Jugendbegegnungsstätte („Domäne Hohlenfels“) untergebracht.

## Anlage

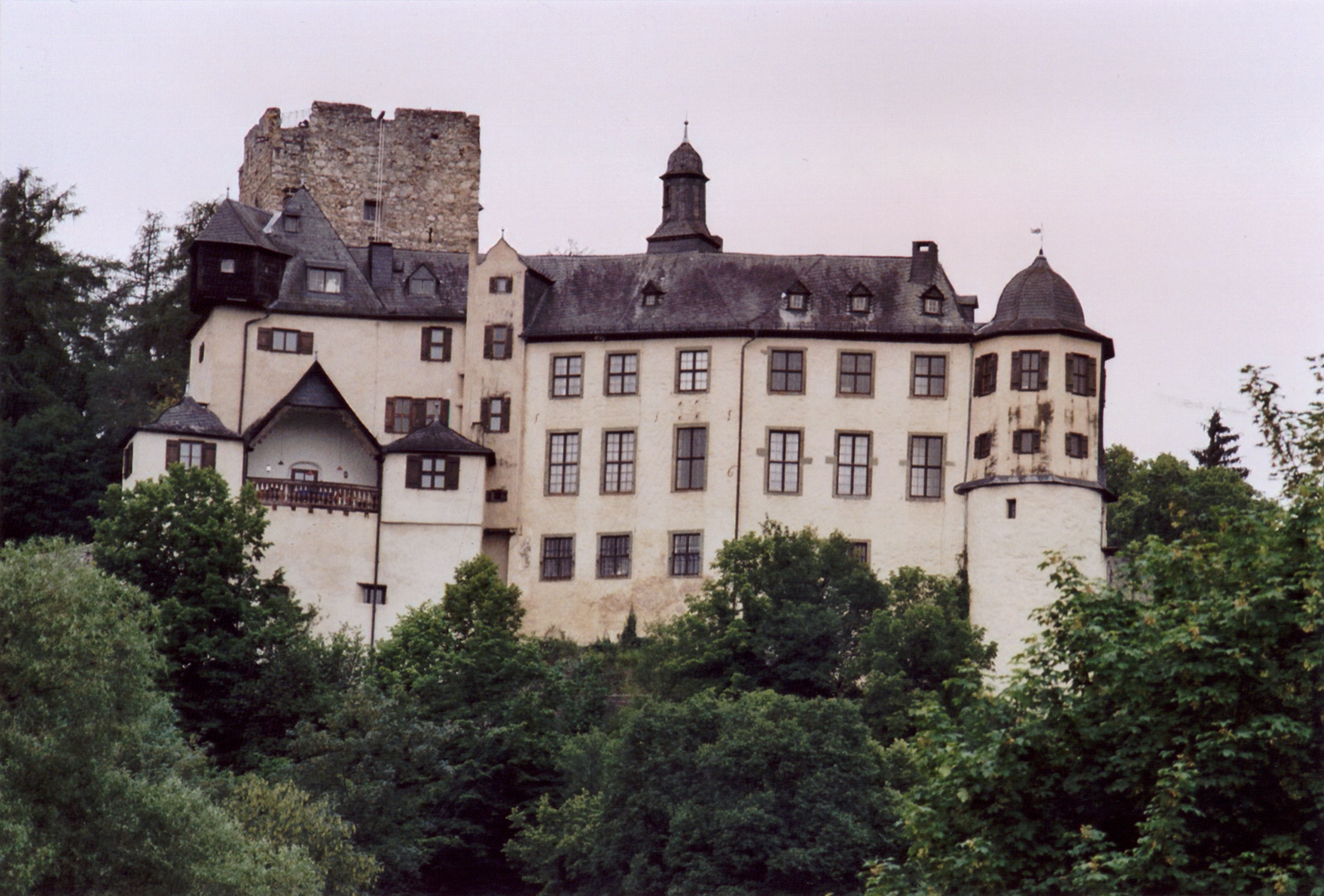
Barockbau, Blick von Nordosten

Von den umfangreichen polygonal angelegten mittelalterlichen Befestigungs- und Wohnanlagen sind nur noch der fünfeckige Bergfried sowie Teile der Schildmauer und des als Wohnturm angelegten Palas vorhanden, an denen weiterhin Renovierungs- und Sanierungsmaßnahmen stattfinden. Der Neubau aus dem 18. Jahrhundert hingegen ist inzwischen vollständig renoviert.
Das Festungsplateau wurde nach Südwesten durch einen zwölf Meter tiefen Halsgraben gesichert, während nach den übrigen Seiten der schroff abfallende Felsen als Sicherung diente. Den Zugang stellten ein Fahrweg, der in ein Tor im Südwesten des Grabens mündete, und ein schmalerer Weg zur Südostseite des Grabens sicherte. Insgesamt sechs Tore sicherten den Burghof ab. Der Zugang zum Kern der Anlage war zudem durch Zwingeranlagen gesichert, von denen aus die Tore unter Beschuss genommen werden konnten; die Zwinger selbst waren dem Beschuss von der übrigen Anlage her geöffnet. Außer im Nordosten und Nordwesten wurde die Burg durch einen weiteren vorgelagerten Zwinger geschützt. Die ursprünglich knapp 20 Meter hohe Schildmauer war mit zwei Metern Stärke vergleichsweise dünn und verfügte über einen Wehrgang sowie zwei kleine Türme auf den Seiten.
Der Bergfried ist mit seiner Seitenlänge von bis zu 9,5 Metern ein besonders großes Exemplar. Er ist 23 Meter hoch und steht zusätzlich auf einem Felsblock, der die Umgebung um fünf Meter überragt. Der auf elf Metern Höhe befindliche Eingang konnte vermutlich über einen Holzsteg vom Dachgeschoss des daneben liegenden Wohnturms erreicht werden. Ein zweiter Zugang auf 13 Metern Höhe wurde nachträglich zugemauert. Der heutige ebenerdige Eingang wurde später geöffnet. Auf dem Turm waren vier Wehrerker angebracht, die 1768 entfernt wurden.
Nordwestlich des Bergfrieds erhebt sich ein (mit Keller) viergeschossiger Wohnturm. Sein Grundriss ist quadratisch mit rund sieben Metern Seitenlänge. Der oberste, als Kapelle genutzte Raum entstand nach 1753 durch das Einziehen einer Zwischendecke.
Im Spätmittelalter wurde an den westlichen Teil der Ringmauer ein moderneres Wohngebäude angebaut. Heute sind nur noch die Außenwände des dreigeschossigen Baus vorhanden. Ein dritter Wohnbau, in den ein spätmittelalterlicher Rundturm einbezogen wurde, entstand von 1712 bis 1716. Das Gebäude mit Stilmerkmalen des Barocks befindet sich an der Nordostseite der Gesamtanlage.
An der Ostseite des Burghofs befand sich eine unterirdische Zisterne.